# Nimrod Megiddo
Nimrod Megiddo ist ein israelischer Mathematiker und Informatiker.

## Ausbildung und Karriere
Megiddo wurde 1972 an der Hebräischen Universität in Jerusalem bei Michael Maschler in Mathematik promoviert (Compositions of Cooperative Games). Er ist Wissenschaftler am IBM Almaden Research Center in San José. Außerdem lehrte er an der Universität Tel Aviv.
Er war Gastwissenschaftler an der Stanford University, am Tokyo Institute of Technology, der Northwestern University, der University of Illinois at Urbana-Champaign, der Carnegie Mellon University, am National Research Institute for Mathematical Sciences (CSIR) in Südafrika, in Xerox Parc und am MSRI.

## Forschung
Er befasst sich mit Optimierung, Entwurf und Analyse von Algorithmen, Spieltheorie und Maschinenlernen.
Er fand Anfang der 1980er Jahre unabhängig von Martin Dyer die ersten in der Zeit linearen Algorithmen für Lineare Programmierung in niedriger Dimension. Sie haben Anwendung in der Computer-Geometrie, zum Beispiel das Problem des kleinsten Kreises (der eine gegebene Menge von Punkten in der Ebene umschließt). Nach Megiddo kann dieser in linearer Zeit gefunden werden.
Seit 2007 ist er Herausgeber von Discrete Optimization und 2004 bis 2009 war er Herausgeber von Operations Research.
Megiddo hält zudem zahlreiche Patente.

## Preise und Ehrungen
- 1992: Frederick-W.-Lanchester-Preis;[3] ICS Prize von INFORMS
- 2009: INFORMS Fellows Award
- 2014: John-von-Neumann-Theorie-Preis

Megiddo erhielt außerdem dreimal den Outstanding Innovation Award von IBM.

## Schriften
- als Herausgeber: Essays in Game Theory in Honor of Michael Maschler, Springer Verlag, 1994.
- mit M. Kojima, T. Noma,  A. Yoshise: A unified approach to interior point algorithms for linear complementarity problems, Lecture Notes in Computer Science 538, Springer Verlag, 1991.
- als Herausgeber: Progress in Mathematical Programming: Interior-Point and Related Methods, Springer Verlag, 1988.
- Herausgeber mit Y. Xu, B. Zhu: Algorithmic Applications in Management, Proceedings First International Conference, Algorithmic Applications in Management (AAIM) 2005, Xian, China, June 22-25, 2005, Springer Verlag 2005.